# Іст-Бервік (Пенсільванія)
Іст-Бервік (англ. East Berwick) — переписна місцевість (CDP) в США, в окрузі Лузерн штату Пенсільванія. Населення — 2042 особи (2020).

## Географія
Іст-Бервік розташований за координатами 41°4′11″ пн. ш. 76°13′2″ зх. д. / 41.06972° пн. ш. 76.21722° зх. д. (41.069704, -76.217313).  За даними Бюро перепису населення США в 2010 році переписна місцевість мала площу 2,66 км², з яких 2,23 км² — суходіл та 0,43 км² — водойми.

## Демографія
Згідно з переписом 2010 року, у переписній місцевості мешкало 2007 осіб у 837 домогосподарствах у складі 624 родин. Густота населення становила 754 особи/км².  Було 895 помешкань (336/км²).
Расовий склад населення:
| - 96,5 % — білих - 0,6 % — азіатів - 0,2 % — чорних або афроамериканців - 0,1 % — корінних американців |

До двох чи більше рас належало 1,8 %. Частка іспаномовних становила 3,4 % від усіх жителів.
За віковим діапазоном населення розподілялося таким чином: 20,5 % — особи молодші 18 років, 58,8 % — особи у віці 18—64 років, 20,7 % — особи у віці 65 років та старші. Медіана віку мешканця становила 45,8 року. На 100 осіб жіночої статі у переписній місцевості припадало 87,2 чоловіків;  на 100 жінок у віці від 18 років та старших — 86,3 чоловіків також старших 18 років.
Середній дохід на одне домашнє господарство  становив 57 674 долари США (медіана — 47 500), а середній дохід на одну сім'ю — 66 033 долари (медіана — 55 227). Медіана доходів становила 45 375 доларів для чоловіків та 30 870 доларів для жінок. За межею бідності перебувало 3,2 % осіб, у тому числі 0,0 % дітей у віці до 18 років та 12,6 % осіб у віці 65 років та старших.
Цивільне працевлаштоване населення становило 1001 особа. Основні галузі зайнятості: освіта, охорона здоров'я та соціальна допомога — 26,4 %, роздрібна торгівля — 19,8 %, виробництво — 18,4 %.